# Melíssi (ort i Grekland, Peloponnesos)
Melíssi (Melissi) är en ort i Grekland.   Den ligger i prefekturen Nomós Korinthías och regionen Peloponnesos, i den sydöstra delen av landet, 90 km väster om huvudstaden Aten. Melíssi ligger 105 meter över havet och antalet invånare är 832.
Terrängen runt Melíssi är kuperad åt sydväst, men österut är den platt. Havet är nära Melíssi åt nordost. Runt Melíssi är det ganska tätbefolkat, med 96 invånare per kvadratkilometer. Närmaste större samhälle är Xylókastro, 5,7 km nordväst om Melíssi. Trakten runt Melíssi består till största delen av jordbruksmark.